# Композиция (изобразително изкуство)
Вижте пояснителната страница за други значения на Композиция.
В изобразителните и приложните изкуства композицията е основно творческо изискване, което се разбира като естетическото и хармонично съчетаване:
- в живописта – на форми, изображения, светлини, сенки и цветни петна;
- в графиката – на линии, черни и бели петна;
- в скулптурата – на пластични маси, движения, обеми, светлини, сенки.

Във всяко произведение на изкуството – портрет, пейзаж, натюрморт и т.н. – може да се говори за композиция и тя е израз както на цялостния светоглед и изграден стил на твореца, така и на идейния замисъл, който той е вложил в конкретното произведение. Характерно в композицията присъстват поне два композиционни полюса, които са обвързани помежду си в единно хармонично цяло.
В съвременните аудиовизуални изкуства присъства и понятието „динамична композиция“. Тя най-често е свързана с възможността за движение на снимачната камера и оттам – промяна на взаимното разположение и взаимодействието на всички елементи на изображението.
Композицията е подреждането на обектите в дадено пространство. Съществуват различни видове композиции – пирамидална, диагонална, кръгова. Но подреждането на обектите зависи изцяло от търсения ефект. В по-тесен смисъл с понятието „композиция“ (още „картина-композиция“ или „фигурална композиция“) се нарича картина от (геометрични) фигури, намиращи се в някакво взаимодействие или съотношение помежду си.

## Фигурална композиция
Фигурална композиция е композиция, съдържаща фигури на хора или животни, които изпълняват едно общо действие. Портретът, натюрмортът, пейзажът и интериорът често са част от фигурални композиции. Понякога фигуралната композиция е едновременно и групов портрет.
Фигуралните композиции съществуват още в праисторическата епоха, когато първобитният човек рисува по стените на пещерните хора и животни (пещерни рисунки).
Елементите на композицията са свързани със съдържанието и са идея, тема, сюжет. Темите и сюжетите са митологични, битови, исторически, батални, анималистични, религиозни. Елементите зависят от броя на фигурите. Според сюжета фигуралните композиции могат да бъдат: еднофигурални, двуфигурални и многофигурални.